# Kativik
Kativik – terytorium równoważne z regionalną gminą hrabstwa (territoire équivalent à une municipalité régionale de comté, TÉ) w regionie administracyjnym Nord-du-Québec prowincji Quebec, w Kanadzie. Siedziba znajduje się w wiosce Umiujaq. Jego ludność to w większości Inuici. Kativik jest jedną z trzech części składowych regionu Nord-du-Québec.
Terytorium ma 12 090 mieszkańców. Język inuktitut jest językiem ojczystym dla 88,2%, francuski dla 6,4%, angielski dla 4,1% mieszkańców (2011).
W skład terytorium wchodzą:
- Terytoria niezorganizowane:

- - Rivière-Koksoak
  - Baie-d'Hudson

- Wieś Indian Naskapi:

- - Kawawachikamach

- Wioski nordyckie[2]:
  - Kuujjuarapik
  - Umiujaq
  - Inukjuak
  - Kangiqsualujjuaq
  - Kuujjuaq
  - Tasiujaq
  - Aupaluk
  - Kangirsuk
  - Quaqtaq
  - Puvirnituq
  - Akulivik
  - Kangiqsujuaq
  - Salluit
  - Ivujivik